# Mistrovství světa v basketbalu žen 1979
8. mistrovství světa  v basketbalu žen proběhlo v dnech 29. dubna – 13. května v Korejské republice.
Turnaje se zúčastnilo dvanáct družstev. Jedenáct týmů bylo rozdělených do dvou čtyřčlenných a jedné tříčlenné skupiny, z nichž první dva postoupily do finálové skupiny, kde se hrálo o medaile. Družstvo Spojených států bylo nasazeno přímo do finálové skupiny. Týmy, které v základních skupinách skončily na třetím a čtvrtém místě, hrály ve skupině o 8.–12. místo. Mistrem světa se při neúčasti „socialistických“ států stalo družstvo USA.

## Výsledky a tabulky

### Skupina A
|    |             | CAN   | KOR    | NED   | BOL    | V | P | Skóre   | B |
| 1. | Kanada      | ***   | 76:63  | 84:58 | 84:36  | 3 | 0 | 244:157 | 6 |
| 2. | Jižní Korea | 63:76 | ***    | 78:63 | 106:38 | 2 | 1 | 247:177 | 5 |
| 3. | Nizozemsko  | 58:84 | 63:78  | ***   | 95:34  | 1 | 2 | 216:196 | 4 |
| 4. | Bolívie     | 36:84 | 38:106 | 34:95 | ***    | 0 | 3 | 108:285 | 3 |

 Kanada -  Jižní Korea 76:63 (34:30)
29. dubna 1979 - Soul
 Nizozemsko -  Bolívie 95:34 (50:14)
29. dubna 1979 - Soul
 Kanada -  Bolívie 84:36 (40:18)
30. dubna 1979 - Soul
 Jižní Korea -  Nizozemsko 78:63 (42:30)
30. dubna 1979 - Soul
 Kanada -  Nizozemsko 84:58 (41:30)
1. května 1979 - Soul
 Jižní Korea -  Bolívie 106:38 (60:15)
1. května 1979 - Soul

### Skupina B
|    |          | JPN   | FRA   | BRA   | SEN   | V | P | Skóre   | B |
| 1. | Japonsko | ***   | 64:49 | 55:57 | 84:32 | 2 | 1 | 203:138 | 5 |
| 2. | Francie  | 49:64 | ***   | 76:64 | 68:38 | 2 | 1 | 193:166 | 5 |
| 3. | Brazílie | 57:55 | 64:76 | ***   | 98:57 | 2 | 1 | 219:188 | 5 |
| 4. | Senegal  | 32:84 | 38:68 | 57:98 | ***   | 0 | 3 | 127:250 | 3 |

 Japonsko -  Senegal 84:32 (44:13)
29. dubna 1979 - Soul
 Francie -  Brazílie 76:64 (42:27)
29. dubna 1979 - Soul
 Brazílie -  Senegal 98:57 (49:27)
30. dubna 1979 - Soul
 Japonsko -  Francie 64:49 (36:24)
30. dubna 1979 - Soul
 Brazílie -  Japonsko 57:55 (25:30)
1. května 1979 - Soul
 Francie -  Senegal 68:38 (32:21)
1. května 1979 - Soul

### Skupina C
|    |           | AUS    | ITA   | MAL    | V | P | Skóre   | B |
| 1. | Austrálie | ***    | 79:76 | 119:14 | 2 | 0 | 198:90  | 4 |
| 2. | Itálie    | 76:79  | ***   | 80:36  | 1 | 1 | 156:115 | 3 |
| 3. | Malajsie  | 14:119 | 36:80 | ***    | 0 | 2 | 50:199  | 2 |

 Itálie -  Malajsie 80:36 (33:18)
29. dubna 1979 - Soul
 Austrálie -  Malajsie 119:14 (54:10)
30. dubna 1979 - Soul
 Austrálie -  Itálie 79:76 (44:35)
1. května 1979 - Soul

### Finále
|    |             | USA   | KOR    | CAN    | AUS     | ITA    | JPN     | FRA    | V | P | Skóre   | B  |
| 1. | USA         | ***   | 82:94  | 77:61  | 74:59   | 66:64  | 84:65   | 80:59  | 5 | 1 | 463:402 | 11 |
| 2. | Jižní Korea | 94:82 | ***    | 63:76* | 76:72   | 63:56  | 63:56   | 64:56  | 5 | 1 | 436:413 | 11 |
| 3. | Kanada      | 61:77 | 76:63* | ***    | 66:57   | 64:55  | 56:55   | 72:59  | 5 | 1 | 395:366 | 11 |
| 4. | Austrálie   | 59:74 | 72:76  | 57:66  | ***     | 79:76* | 61:60pp | 59:46  | 3 | 3 | 387:398 | 9  |
| 5. | Itálie      | 64:66 | 56:63  | 55:64  | 76:79*  | ***    | 63:50   | 72:54  | 2 | 4 | 386:376 | 8  |
| 6. | Japonsko    | 65:84 | 56:64  | 55:56  | 60:61pp | 50:63  | ***     | 64:49* | 1 | 5 | 350:377 | 7  |
| 7. | Francie     | 59:80 | 71:76  | 59:72  | 49:56   | 54:72  | 49:64*  | ***    | 0 | 6 | 338:423 | 6  |

- s hvězdičkou = zápasy ze základní skupiny.

 Kanada -  Japonsko 56:55 (27:30)
7. května 1979 - Soul
 Jižní Korea -  Austrálie 76:72 (38:36)
7. května 1979 - Soul
 USA -  Itálie 66:64 (39:35)
7. května 1979 - Soul
 Jižní Korea -  Japonsko 64:56 (34:26)
8. května 1979 - Soul
 Kanada -  Itálie 64:55 (26:22)
8. května 1979 - Soul
 Austrálie -  Francie 59:46 (41:18)
8. května 1979 - Soul
 Austrálie -  Japonsko 61:60pp (34:30, 57:57)
9. května 1979 - Soul
 Jižní Korea -  Itálie 63:56 (31:24)
9. května 1979 - Soul
 Jižní Korea -  USA 94:82 (49:40)
10. května 1979 - Soul
 Itálie -  Francie 72:54 (34:26)
10. května 1979 - Soul
 USA -  Francie 80:59 (47:30)
11. května 1979 - Soul
 Itálie -  Japonsko 63:50 (28:23)
11. května 1979 - Soul
 Kanada -  Austrálie 66:57 (38:34)
11. května 1979 - Soul
 USA -  Japonsko 84:65 (39:22)
12. května 1979 - Soul
 Kanada -  Francie 72:59 (39:34)
12. května 1979 - Soul
 Jižní Korea -  Francie 76:71 (43:32)
13. května 1979 - Soul
 USA -  Kanada 77:61 (35:29)
13. května 1979 - Soul
 USA -  Austrálie 74:59 (32:29)
??. května 1979 - Soul

### O 8. – 12. místo
|     |            | NED    | BRA    | BOL    | MAL    | SEN    | V | P | Skóre   | B |
| 8.  | Nizozemsko | ***    | 82:73  | 95:34* | 119:42 | 82:44  | 4 | 0 | 378:193 | 8 |
| 9.  | Brazílie   | 73:82  | ***    | 98:53  | 104:66 | 98:57* | 3 | 1 | 373:258 | 7 |
| 10. | Bolívie    | 34:95* | 53:98  | ***    | 55:47  | 54:51  | 2 | 2 | 196:291 | 6 |
| 11. | Malajsie   | 42:119 | 66:104 | 47:55  | ***    | 62:55  | 1 | 3 | 217:333 | 5 |
| 12. | Senegal    | 44:82  | 57:98* | 51:54  | 55:62  | ***    | 0 | 4 | 207:296 | 7 |

- s hvězdičkou = zápasy ze základní skupiny.

 Malajsie -  Senegal 62:55 (28:29)
3. května 1979 - Soul
 Brazílie -  Bolívie 98:53 (68:36)
3. května 1979 - Soul
 Nizozemsko -  Senegal 82:44 (44:25)
4. května 1979 - Soul
 Brazílie -  Malajsie 104:66 (67:28)
4. května 1979 - Soul
 Bolívie -  Malajsie 55:47 (31:23)
5. května 1979 - Soul
 Nizozemsko -  Brazílie 82:73 (46:26)
5. května 1979 - Soul
 Bolívie -  Senegal 54:51 (27:27)
6. května 1979 - Soul
 Nizozemsko -  Malajsie 119:42 (48:24)
6. května 1979 - Soul

## Soupisky
1.  USA
| - Tara Heiss - Holly Warlick - Ann Meyers - Jan Trombly | - Jackie Swaim - Jill Rankin - Nancy Lieberman - Barbara Brown | - Carol Blazejowski - Denise Curry - Rosie Walker - Kris Kirehner |

- Trenér: Pat Head

2.  Jižní Korea
| - Keum-Soon Song - Eun-Ja Cho - Kyung-Sook Jun - Young-Soon Hong | - He-Ran Hong - Hyang-Ju Lee - Mi-Ra Jung - Hyun-Sook Kang | - Young-Ra Cho - Mi-Ae Jun - Soong-Hee Choi - Chan-Sook Park |

- Trenér: Dong-Pa Shin

3.  Kanada
| - Luanne Hebb - Dori McPhail - Debbie Huband - Denise Dignard | - Alison Lang - Beverly Smith - Silvia Sweeney - Candy Clarkson | - Sharon Douglas - Holly Jackson - Chris Critelli - Debbie Steele |

- Trenér: Don McCrae

4.  Austrálie
| - Dianne Cook - Janet Willians - Janice Smithwick - Jenny Cheesman | - Jill Hammond - Julie Gross - Julie Nykiel - Karin Fields | - Maree Jackson - Patricia Mickan - Robyn Gull - Sharon Amiet |

- Trenér: Jim Madigan

5.  Itálie
| - Antonietta Bernardoni - Antonietta Biastrocchi - Bianca Rossi - Ileana Piattoni | - Licia Apostori - Lidia Gorlin - Mariangela Palombarini - Mariangela Pianeastelli | - Michela Ceschia - Roberta Facein - Rosanna Vergnano - Tiziana Timolati |

- Trenér: Claudio Vandoni.

6.  Japonsko
| - Araki Keiko - Fuki Mieko - Hashizume Setsuko - Iwasaki Tomoko | - Koike Shoko - Matsuoke Miho - Nakagawa Hiroko - Otani Rieko | - Sato Chiemi - Sato Kezuko - Shibukawa Tomoko - Suzuki Noriko |

- Trenér: Ozaki Masatoshi.

7.  Francie
| - Agnes Sainte-Croix - Anna Sarabia - Catherine Bosero - Catherine Malfois | - Christine Delmarle - Christine Galard - Elisabeth Riffiod - Irene Guidotti | - Marize Sallois - Maryline Joly - Sylvie Simonetti - Viviane Labille |

- Trenér: Jean Paul Cormy.

8.  Nizozemsko
| - Anita Blange - Carla De Lifde - Dulcine Seca - Fraukis Brakel | - Helen Zwanenburg - I. Maarschalkerweerd - Lia Reemst - V. Putten | - R. Meijs - R. Veen - S. Jongerius |

- Trenér: J. Pelk.

9.  Brazílie
| - Hortência Marcari - Maria da Conceição Santana - Maria de Fátima Pascoal - Maria Paula Gonçalves | - Maria Teresa Boscariol - Selma Boragina - Silvana Teixeira - Simone Bighetti | - Solange Castro - Suzete da Silva - Thelma Guimarães - Vânia Teixeira |

- Trenér: Antônio Carlos Barbosa.

10.  Bolívie
| - Ana Maria Gandarillas - Betty Saavedra - Consuelo Pinto - Corina Zambrana | - Elizabeth Navia - Janeth Blanco - Judith Quinones - Liccet Rojas | - Norma Zambrana - Rosario Rojas - Susana Sandoval - Yanez Guadlupe |

- Trenér: Mario Orrico.

11.  Malajsie
| - Ah Swan Tan - Gaik Hoon Lim - Guat Leng Goh - Kim Lien Tan | - Sau Ping Lee - Siew Lian Ng - Siok Kian Lee - Sook Thing Tiu | - Te Joo Law - Wee Lin Yap - Yan Kwan Loke - Yok Hong Siau. |

- Trenér: See Wah Tan.

12.  Senegal
| - Aminata Diagne - Aminata Gueye - Anna Basse - Coumba Dikal Diawara | - Fatou M'Baye - Kankou Coulibaly - Khadia Diarisso - Khar Toruec | - N'Deye Astou Sarr - N'Deye Khodia Tour - N'Deye Loum Diop - N'Diaye Fatou |

- Trenér: Boaventure Carvalho.

## Konečné pořadí
| Pořadí           | Tým         | Z | V | P | Skóre   | B  |
| ---------------- | ----------- | - | - | - | ------- | -- |
| Zlatá medaile    | USA         | 6 | 5 | 1 | 463:402 | 11 |
| Stříbrná medaile | Jižní Korea | 8 | 7 | 1 | 620:514 | 15 |
| Bronzová medaile | Kanada      | 8 | 7 | 1 | 563:460 | 15 |
| 4.               | Austrálie   | 7 | 4 | 3 | 506:412 | 11 |
| 5.               | Itálie      | 7 | 3 | 4 | 466:412 | 10 |
| 6.               | Japonsko    | 8 | 2 | 6 | 489:466 | 10 |
| 7.               | Francie     | 8 | 2 | 6 | 482:525 | 10 |
| 8.               | Nizozemsko  | 6 | 4 | 2 | 499:355 | 10 |
| 9.               | Brazílie    | 6 | 4 | 2 | 494:389 | 10 |
| 10.              | Bolívie     | 6 | 2 | 4 | 270:481 | 8  |
| 11.              | Malajsie    | 6 | 1 | 5 | 267:532 | 7  |
| 12.              | Senegal     | 6 | 0 | 6 | 277:448 | 6  |